# Wilhelm Holec
Wilhelm Holec (* 7. Juli 1914; vermisst seit 23. August 1944 in Broasca, Rumänien) war ein österreichischer Fußballspieler, der zwei Meistertitel mit dem SK Rapid Wien gewann und 1935 ein Spiel im Nationalteam absolvierte.

## Vereinskarriere
Der Stürmer kam mit 16 Jahren zum SK Donaufeld, wo er bald in der ersten Mannschaft spielte, war dann kurz bei Viktoria XXI, ehe er 1932 in die von Josef Blum betreute Reservemannschaft des First Vienna FC wechselte. Im folgenden Jahr gab er sein Debüt in der höchsten Spielklasse, kam jedoch zunächst nur selten zum Einsatz. Erst nach dem Abgang von Gustav Tögel konnte sich Holec ab dem Frühjahr 1935 als Stammspieler behaupten. Schon zu Beginn dieses Jahres berichteten die Zeitungen über den Spieler, als er im Rahmen einer Nordafrikatournee der Vienna an einem spielfreien Tag gemeinsam mit seinem Mannschaftskollegen Ladislaus Necina beim Angeln ins Meer gespült wurde. Während Necina ertrank, konnte Holec gerettet werden. In der Saison 1935/36 war der meist als Linksverbinder oder Linksaußen eingesetzte Holec mit 13 Toren der erfolgreichste Schütze seines Vereins und trug wesentlich zum Vizemeistertitel der Vienna bei. Auch im ÖFB-Cup stand er in diesem Jahr im Finale, die Döblinger unterlagen allerdings dem FK Austria Wien mit 0:3.
In der Winterpause der folgenden Saison erhielt Holec ein Angebot des SK Rapid und wechselte nach Hütteldorf. Dort stand er in einer Angriffsreihe mit Franz Binder, Johann Pesser und Lukas Aurednik und konnte in der Saison 1937/38 seinen ersten Meistertitel feiern. Im folgenden Jahr gelangte er mit den Grün-Weißen ins Endspiel des Tschammerpokal, wo der FSV Frankfurt mit 3:1 besiegt wurde. 1940/41 gelang mit Rapid ein weiterer Meistertitel, Holec war jedoch mittlerweile nur noch Ergänzungsspieler. Am Ende der Saison erreichte die Mannschaft das Finale um die deutsche Meisterschaft, wobei Holec in drei Gruppenspielen und im Semifinale gegen den Dresdner SC zum Einsatz kam, im Finale, das Rapid mit 4:3 gegen den FC Schalke 04 gewann, spielte statt ihm allerdings Georg Schors.

## Nationalmannschaft
Im Oktober 1935 kam Wilhelm Holec zu seinem Debüt in der Nationalmannschaft, wobei es sich historisch eigentlich um ein Spiel des B-Teams gegen Polen handelte, welches vom ÖFB später aber zu einem offiziellen Länderspiel erklärt wurde. Dies blieb allerdings auch Holecs einziger Einsatz, nach dem Anschluss spielte er noch in der Wiener Stadtauswahl.

## Erfolge
- 2× österreichischer Meister: 1938, 1941
- 1× deutscher Meister: 1941
- 1× deutscher Pokalsieger: 1938
- 1 Spiel für die österreichische Fußballnationalmannschaft: 1935

| Personendaten    | Personendaten                   |
| ---------------- | ------------------------------- |
| NAME             | Holec, Wilhelm                  |
| KURZBESCHREIBUNG | österreichischer Fußballspieler |
| GEBURTSDATUM     | 7. Juli 1914                    |
| STERBEDATUM      | 20. Jahrhundert                 |